# Zagora-Muresi
Zagora-Muresi (gr. Δήμος Ζαγοράς-Μουρεσίου, Dimos Zagoras-Muresiu) – gmina w Grecji, w administracji zdecentralizowanej Tesalia-Grecja Środkowa, w regionie Tesalia, w jednostce regionalnej Magnezja. W 2011 roku liczyła 5809 mieszkańców. Powstała 1 stycznia 2011 roku w wyniku połączenia dotychczasowych gmin Zagora i Muresi. Siedzibą gminy jest Zagora.